# Янув (гміна Ленкі-Шляхецькі)
Янув (пол. Janów) — село в Польщі, у гміні Ленки-Шляхецькі Пйотрковського повіту Лодзинського воєводства.
Населення — 52 особи (2011).
У 1975-1998 роках село належало до Пйотрковського воєводства.

## Демографія
Демографічна структура станом на 31 березня 2011 року:
|          | Загалом | Допрацездатний вік | Працездатний вік | Постпрацездатний вік |
| -------- | ------- | ------------------ | ---------------- | -------------------- |
| Чоловіки | 24      | 5                  | 17               | 2                    |
| Жінки    | 28      | 3                  | 19               | 6                    |
| Разом    | 52      | 8                  | 36               | 8                    |